# 金岡幸二
金岡 幸二（かなおか こうじ、旧姓：石坂、1925年（大正14年）9月20日 - 1993年（平成5年）7月30日）は日本の実業家・教育者。インテック創業者であり、チューリップテレビ社長、学校法人富山国際学園理事長を歴任した。

## 来歴・人物
最高裁判所判事を務めた石坂修一の次男として富山県に生まれる。兄は通産省工業技術院長を務めた石坂誠一。祖父は、富山市長、衆議院議員、参議院議員を務めた石坂豊一。
麻布中学卒業後、東京帝国大学に進学するが学徒動員で召集され、戦闘機に乗りパイロットとして戦った。満州・奉天航空隊の同僚に後の富士通社長となる山本卓眞がいたことで電子計算機の開発に関心を強めた。特攻隊員として敗戦を迎える。戦後には東京大学工学部に再度進学し、山内二郎の下で計測工学を専攻した。卒業後、東京電力の子会社であった東光電気に入社する。また、東京理科大学、芝浦工業大学、富山工業高等専門学校で教鞭を取ったこともあった。
1955年（昭和30年）帰郷、北陸製塩工業に入社する。一時は労働組合の委員長も歴任するも、その後取締役に就任する。しかし、経営方針をめぐって内部対立し退社する。富山相互銀行社長の3代目金岡又左衛門の長女千鶴子と結婚し、金岡姓に改める。
1964年（昭和39年）、インテックの前身である富山計算センターを富山市に設立、専務に就任する。その後同社をインテックに改称し、社長に就任した。後任社長となる中尾哲雄によれば、「IT」という語を昭和40年代の時点でいち早く使用していたという。
社長在任中は、1986年（昭和61年）の東証、名証1部上場実現等に手腕を発揮し、同社を国内有数のコンピューター企業へと育て上げた。また、チューリップテレビ、第一薬品、テイカ製薬社長も兼務したほか、富山国際大学の創設もした。さらに、44歳で富山県教育委員に選出され県教育委員長を4期務めた。
インテックの操業開始が1月11日午前11時、タワー111の高さ（アンテナ部を除く）も111mと「1」という数字にこだわりが強かったといわれている。
1993年（平成5年）7月30日、逝去。享年67。
娘婿にインテック取締役会長、元ITホールディングス代表取締役会長の金岡克己、義弟に金岡祐一、金岡純二がいる。

## 略歴
- 麻布中学校卒業
- 陸軍幼年学校卒業
- 航空士官学校卒業
- 東京大学工学部卒業
- 1949年（昭和24年）- 東光電気入社
- 1952年（昭和27年）- 東京理科大学、芝浦工業大学各講師
- 1960年（昭和35年） - 北陸製塩工業取締役
- 1964年（昭和39年）- 富山計算センター専務
- 1970年（昭和45年）- インテック社長
- 1972年（昭和47年）
  - 3月31日 - 富山新聞文化賞産業技術部門功労者表彰[9]。
  - 10月4日 - および第一回情報化週間記念式典において通産大臣賞を受賞[9]。
- 1974年（昭和49年）2月27日 - 札幌電子計算センター社長[10]。
- 1976年（昭和51年）5月 - 日本情報センター協会副会長[11]。
- 1993年（平成5年）- 逝去、死後追贈 従四位勲三等旭日中綬章。

- 北日本新聞賞 1985年（昭和60年）
- 藍綬褒章 1986年（昭和61年）
- 従四位 1993年（平成5年）
- 勲三等旭日中綬章（平成5年）